# Клер Гіґґінс
Клер Гіґґінс (англ. Clare Higgins; нар. 10 листопада 1955) — британська акторка театру та кіно. 

## Життєпис
Народилася у Бредфорді, Західний Йоркшир, Англія. Закінчила Лондонську академію музичного та драматичного мистецтва. 
Здобула широку відомість та визнання після головних ролей у фільмах жахів Клайва Баркера, «Повсталий з пекла» та «Повсталий з пекла 2», хоча особисто визнавала, що не любить фільми жахів. 

## Премії та нагороди
Двічі отримувала нагороду Лоуренса Олів'є як найкраща акторка.

## Вибрана фільмографія
- Повсталий з пекла (1987)
- Повсталий з пекла 2 (1988)
- Фатерлянд (1994)
- Розпусник (2004)
- Вбивство в передмісті (2005)
- Мрія Кассандри (2007)
- Золотий компас (2007)
- Бути людиною (2009)
- Тост (2010)
- Даю рік (2013)
- Доктор Хто (2013, 2015)
- У пустелі смерті (2018)
- Першому гравцю приготуватися (2018)
- Монастир[en]
- Пісочний чоловік (2022)